# 花園大學

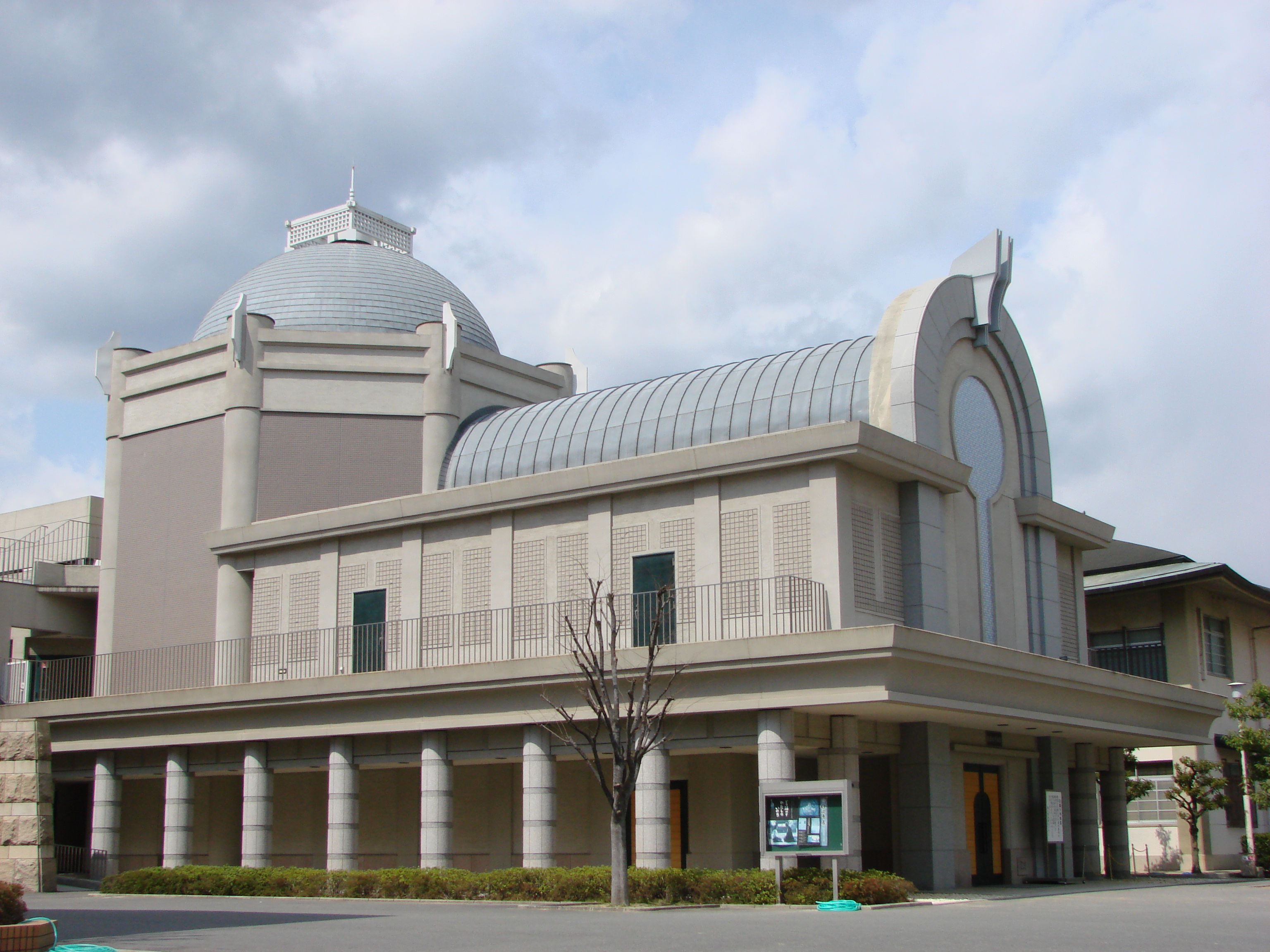
教堂

花園大學（日语：／ Hanazono Daigaku）是一座位於日本京都府京都市中京区的私立大學。

## 历史
1949年成立。是一座佛教禪門臨濟宗妙心寺的大學，歷史可追溯到明治5年（1872年）成立的妙心寺學寮。
1988年成立花園大學國際禪學研究所，2000年建成花园大学历史博物馆。

## 關連項目
- 花園天皇

## 外部連結
- 花園大学 （页面存档备份，存于）
- 花園大学 創造表現学科 （页面存档备份，存于）